# Victor Milán
Pour les articles homonymes, voir Milan.
Ne pas confondre avec l'acteur américain Victor Millan (1920-2009).
Œuvres principales
- Série Guerre et Dinosaures

Victor Milán, né le 3 août 1954 à Tulsa en Oklahoma et mort le 13 février 2018 à Albuquerque au Nouveau-Mexique, est un écrivain américain de science-fiction et de fantasy.
Il a collaboré à plusieurs reprises avec George R. R. Martin, notamment pour la série Wild Cards.

## Œuvres

### SérieGuardians
1. (en) The Guardians, 1985
2. (en) Trial by Fire, 1985
3. (en) Thunder of Hell, 1985
4. (en) Night of the Phoenix, 1985
5. (en) Armageddon Run, 1986
6. (en) War Zone, 1986
7. (en) Brute Force, 1987
8. (en) Desolation Road, 1987
9. (en) Vengeance Day, 1987
10. (en) Freedom Fight, 1987
11. (en) Valley of the Gods, 1988
12. (en) The Plague Years, 1988
13. (en) Devil's Deal, 1989
14. (en) Death from Above, 1990
15. (en) Snake Eyes, 1990
16. (en) Death Charge, 1991

### SérieStormrider
Cette série est parue sous le nom de Robert Baron.
1. (en) Stormrider, 1992
2. (en) River of Fire, 1993
3. (en) Lord of the Plains

### SérieDonovan Steele
Cette série est parue sous le nom de S. L. Hunter.
1. (en) Fugitive Steele, 1991
2. (en) Molten Steele, 1991

### UniversBattleTech

#### SérieBattleTech
1. (en) Close Quarters, 1994
2. (en) Hearts of Chaos, 1996
3. (en) Black Dragon, 1996

#### SérieMechwarrior
1. (en) Flight of the Falcon, 2004
2. (en) A Rending of Falcons, 2007

### SérieTokugawa
1. (en) The Cybernetic Samurai, 1985
2. (en) The Cybernetic Shogun, 1990

### SérieWar of Powers
Cette série a été coécrite avec Robert E. Vardeman
1. (en) The Sundered Realm, 1985
2. (en) The City in the Glacier, 1980
3. (en) The Destiny Stone, 1980
4. (en) The Fallen Ones, 1986
5. (en) In the Shadow of Omizantrim, 1986
6. (en) Demon of the Dark Ones, 1986

### UniversStar Trek

#### Série originale
- (en) From the Depths, 1993

### SérieWild Cards
1. Wild Cards, J'ai lu, coll. Nouveaux Millénaires, 2014 ((en) Wild Cards, 1987)Anthologie de nouvelles écrites avec Edward Bryant, Michael Cassutt, Leanne C. Harper, Stephen Leigh, David D. Levine, George R. R. Martin, John J. Miller, Lewis Shiner, Melinda Snodgrass, Carrie Vaughn, Howard Waldrop, Walter Jon Williams et Roger Zelazny
2. Aces High, J'ai lu, coll. Nouveaux Millénaires, 2015 ((en) Aces High, 1987)Anthologie de nouvelles écrites avec Pat Cadigan, George R. R. Martin, John J. Miller, Lewis Shiner, Walton Simons (en), Melinda Snodgrass, Walter Jon Williams et Roger Zelazny
3. Aces Abroad, J'ai lu, coll. Nouveaux Millénaires, 2015 ((en) Aces Abroad, 1988)Anthologie de nouvelles écrites avec Edward Bryant, Michael Cassutt, Gail Gerstner-Miller, Leanne C. Harper, Stephen Leigh, George R. R. Martin, John J. Miller, Kevin Andrew Murphy (en), Lewis Shiner, Walton Simons (en), Melinda Snodgrass et Carrie Vaughn
4. Ace in the Hole, J'ai lu, coll. « Nouveaux Millénaires », 2016 ((en) Ace in the Hole, 1990)Roman coécrit avec Stephen Leigh, Walton Simons (en), Melinda Snodgrass et Walter Jon Williams
5. One-Eyed Jacks, J'ai lu, coll. « Nouveaux Millénaires », 2019 ((en) One-Eyed Jacks, 1991)Anthologie de nouvelles écrites avec Chris Claremont, Stephen Leigh, John J. Miller, Kevin Andrew Murphy (en), Lewis Shiner, Walton Simons (en), Melinda Snodgrass, Carrie Vaughn et William F. Wu
6. Jokertown Shuffle, J'ai lu, coll. « Nouveaux Millénaires », 2020 ((en) Jokertown Shuffle, 1991)Anthologie de nouvelles écrites avec Stephen Leigh, John J. Miller, Lewis Shiner, Walton Simons (en), Melinda Snodgrass et Walter Jon Williams
7. (en) Turn of the Cards, 1993Roman
8. (en) Card Sharks, 1993Anthologie de nouvelles écrites avec Michael Cassutt, Stephen Leigh, Laura J. Mixon, Kevin Andrew Murphy (en), Melinda Snodgrass, William F. Wu et Roger Zelazny
9. (en) Marked Cards, 1994Anthologie de nouvelles écrites avec Leanne C. Harper, Stephen Leigh, Laura J. Mixon, Walton Simons (en), Melinda Snodgrass, Sage Walker (en) et Walter Jon Williams
10. (en) Black Trump, 1995Roman coécrit avec Stephen Leigh, George R. R. Martin, John J. Miller et Sage Walker (en)
11. (en) Busted Flush, 2008Anthologie de nouvelles écrites avec Stephen Leigh, John J. Miller, Kevin Andrew Murphy (en), Walton Simons (en), Melinda Snodgrass, Caroline Spector, Ian Tregillis et Carrie Vaughn
12. (en) Suicide Kings, 2009Roman coécrit avec Daniel Abraham, Stephen Leigh, Melinda Snodgrass, Caroline Spector et Ian Tregillis
13. (en) Fort Freak, 2011Anthologie de nouvelles écrites avec Paul Cornell, David Anthony Durham, Ty Franck, Stephen Leigh, John J. Miller, Mary Anne Mohanraj, Kevin Andrew Murphy (en), Cherie Priest et Melinda Snodgrass
14. (en) Texas Hold'em, 2018Anthologie de nouvelles écrites avec David Anthony Durham, Max Gladstone, Diana Rowland, Walton Simons (en), Caroline Spector et William F. Wu
15. (en) Joker Moon, 2021Anthologie de nouvelles écrites avec Michael Cassutt, Leo Kenden, David D. Levine, John J. Miller, Mary Anne Mohanraj, Steve Perrin, Christopher Rowe, Walton Simons, Melinda Snodgrass et Caroline Spector
16. (en) Full House, 2022Anthologie de nouvelles écrites avec Daniel Abraham, Paul Cornell, Marko Kloos (en), Stephen Leigh, David D. Levine, Melinda Snodgrass, Caroline Spector, Carrie Vaughn et Walter Jon Williams

### UniversRoyaumes oubliés

#### SérieNobles
1. (en) War in Tethyr, 1995Écrit avec Walter Velez.

### SérieRogue Angel
Cette série est parue sous le nom de Alex Archer.
1. (en) Solomon's Jar, 2006
2. (en) The Chosen, 2007
3. (en) The Lost Scrolls, 2007
4. (en) Secret of the Slaves, 2007
5. (en) Provenance, 2008
6. (en) The Golden Elephant, 2008
7. (en) Seeker's Curse, 2009
8. (en) Paradox, 2009
9. (en) Tribal Ways, 2010

### SérieGuerre et Dinosaures
1. Guerre et Dinosaures, Fleuve, coll. « Outre Fleuve », 2016 ((en) The Dinosaur Lords, Tor Books, 2015), trad. Patrice Lalande  (ISBN 978-2-265-11574-3)
2. Guerre et Dinosaures II, Fleuve, coll. « Outre Fleuve », 2017 ((en) The Dinosaur Knights, 2016), trad. Emmanuel Chastellière  (ISBN 978-2-265-11618-4)
3. (en) The Dinosaur Princess, 2017

### Romans indépendants
- (en) Runespear, 1987Écrit avec Melinda Snodgrass.
- (en) Red Sands, 1992
- (en) CLD, 1995

### Nouvelles traduites en français
- Transfigurations, 2014 ((en) Transfigurations, 1987)Publiée dans l'anthologie Wild Cards, J'ai lu, coll. « Nouveaux Millénaires »
- Des amis bien utiles, 2015 ((en) With a Little Help From His Friends, 1987)Publiée dans l'anthologie Aces High, J'ai lu, coll. « Nouveaux Millénaires »
- Marionnettes, 2015 ((en) Puppets, 1988)Publiée dans l'anthologie Aces Abroad, J'ai lu, coll. « Nouveaux Millénaires »
- Clancy ne peut même plus chanter, 2019 ((en) Nowadays Clancy Can't Even Sing, 1991)Publiée dans l'anthologie One-Eyed Jacks, J'ai lu, coll. « Nouveaux Millénaires »
- Un fou au fil de l'eau, 2020 ((en) Madman Across the Water, 1991)Publiée dans l'anthologie Jokertown Shuffle, J'ai lu, coll. « Nouveaux Millénaires »

## Récompense
- Prix Prometheus 1986 pour Cybernetic Samurai